# Женщина, которая поёт
«Же́нщина, кото́рая поёт» (рабочее название — «Тре́тья любо́вь») — советский кинофильм 1978 года, музыкальная мелодрама и полубиография Аллы Пугачёвой, где героиня представлена под именем Анны Стрельцовой; повествует о судьбе эстрадной певицы. Несколько раз у неё возникает желание бросить сцену, так как ей кажется, что у неё нет материала, на котором она могла бы полностью раскрыть свой талант. Но она ищет и находит свой стиль, свой жанр, свои песни. Она проходит непростой жизненный путь: расстаётся с мужем, становится матерью и, наконец, переживает большое сильное чувство.
Фильм вышел в советский прокат в марте 1978 года и занял первое место, собрав 55 миллионов зрителей, а исполнительница главной роли Алла Пугачёва по результатам опроса журнала «Советский экран» была названа «Лучшей актрисой года». При этом сам фильм занял только 53 место в голосовании за лучший фильм года. «Женщина, которая поёт» занимает 27-е место по посещаемости за всю историю советского кинопроката.

## Сюжет
Фильм начинается с эпизода, когда популярная эстрадная певица Анна Стрельцова (Алла Пугачёва) снимается на центральном телевидении. Она исполняет песню о самой себе: о том, что несмотря на сложившиеся вокруг неё слухи, она — такая же, как все, кому она поёт.
Далее действие фильма переносится в прошлое и разворачивается в то время, когда Стрельцова была ещё никому неизвестной и начинающей певицей. Она участвует в репетиции некой эстрадной программы, но, недовольная тем, как обращается с ней режиссёр, покидает репетицию, заявив, что уходит отдыхать. Она проводит время с мужем Валентином, у которого отпуск. Во время отдыха на пляже она читает журнал и натыкается на строку в стихотворении «Той женщине, которую люблю» (Кайсына Кулиева в переводе Наума Гребнева), из которого, по её мнению, могла бы получиться хорошая песня.
Проходит время. Стрельцова гастролирует во многих городах, а также принимает участие в эстрадном шоу. Во время одного из разговоров с мужем она сообщает ему, что беременна, а также, что она ушла из программы. Она жалуется мужу, что у неё нет главной песни. Муж называет Стрельцову «сумасшедшей» за то, что она ушла из группы, у которой, по его мнению — настоящий большой успех. Также Валентин говорит Анне, что из неё никогда не получится хорошей матери. Недолго думая, Стрельцова уходит от мужа. Валентин говорит ей, что она всё равно вернётся к нему, имея в виду то, что такие уходы — обычное дело для Анны. Однако Стрельцова обещает не возвращаться, что и делает. Родив дочь, Стрельцова сидит дома; к ней в гости приходят бывшие коллеги и их новый руководитель. Они основали новую группу «Ритм» и упрашивают Стрельцову выручить их — принять участие в концерте. Поначалу певица отказывается, ссылаясь на дочь. Однако после уговоров всё же соглашается. На концерте Стрельцова должна исполнить быструю ритмическую песню, однако на вступительном проигрыше она обрывает музыкантов и просит у зрителей разрешения спеть другую песню. Она поёт именно ту песню, в которой как бы обращается к бывшему мужу, — чтобы он скорее приехал и навестил дочь. С этого выступления начинается новая карьера Анны Стрельцовой — сольная, а бывший коллектив превращается в аккомпанирующий состав певицы.
На одной из репетиций Стрельцова случайно встречается с известным поэтом Андреем, автором того самого стихотворения «Той женщине, которую люблю». После одного из концертов Анна просит Андрея дописать это стихотворение, чтобы из него получилась песня. Поначалу Андрей отказывается, мотивируя это тем, что он не пишет песен, а сочиняя стихи, менее всего предполагает, что их кто-то будет петь. Стрельцова вспыльчиво реагирует на отказ поэта, и после этого сам Андрей просит певицу зачитать стихотворение. Поэт предлагает Стрельцовой изменить строчки «которую люблю» на «которая поёт». Так рождается новая песня, с которой Стрельцова участвует в эстрадном конкурсе и побеждает.
После победы на конкурсе к Стрельцовой приходит популярность. Она часто снимается на телевидении. Во время встречи со своей подругой и бывшей коллегой Машей она узнаёт, что Валентин теперь живёт с ней. Анна реагирует неоднозначно, а уходя на съёмки, желает Валентину и Маше счастья. Между тем, у Стрельцовой с Андреем завязываются романтические отношения, однако из-за того, что Андрей улетает из Москвы, этим отношениям не суждено вырасти в нечто большее. Стрельцова приходит в аэропорт проводить Андрея. После того, как поэт уходит на посадку, певица начинает плакать, но в этот момент к ней подходит сотрудник аэропорта с просьбой дать автограф. Анна приходит в себя и покидает аэропорт. Выходя из здания, Стрельцова видит Машу, но проходит мимо.
Заключительные эпизоды фильма показывают, что Стрельцова набрала невероятную популярность и теперь является звездой № 1 советской эстрады: она гастролирует в крупных городах, выступает в больших залах и имеет большой успех у зрителей. Однако несмотря на всё это, она является одинокой женщиной и несчастна в личной жизни.

## В фильме снимались
| Актёр               | Роль                                                        |
| ------------------- | ----------------------------------------------------------- |
| Алла Пугачёва       | Анна Стрельцова                                             |
| Алла Будницкая      | Маша, подруга Анны                                          |
| Николай Волков      | Андрей, поэт                                                |
| Александр Хочинский | Валентин, муж Анны                                          |
| Вадим Александров   | Иван Степанович Климкин (Степаныч), администратор           |
| Леонид Гарин        | Лёня, руководитель ансамбля                                 |
| Владимир Шубарин    | танцор                                                      |
| Юрий Белов          | пассажир в самолёте                                         |
| Илья Рутберг        | Михаил, руководитель танцевально-инструментального ансамбля |
| Александр Орлов     | телережиссёр                                                |
| Татьяна Коршилова   | ведущая конкурса, объявляет Анну Стрельцову                 |
| Арно Бабаджанян     | член жюри конкурса                                          |
| Элеонора Беляева    | член жюри конкурса                                          |
| Александр Авилов    | один из участников ансамбля                                 |

## Съёмочная группа
- Режиссёр: Александр Орлов
- Сценарист: Анатолий Степанов
- Оператор: Игорь Гелейн, Владимир Степанов
- Художник-постановщик: Валентин Вырвич
- Композиторы: Александр Зацепин, Алла Пугачёва при участии Леонида Гарина
- Авторы текстов песен — Леонид Дербенёв, Алла Пугачёва, Кайсын Кулиев (перевод Наума Гребнева), Наум Лабковский, Уильям Шекспир (перевод Самуила Маршака)
- Музыкальный редактор: Арсений Лаписов

## Музыка в фильме
Изначально всю музыку к фильму должен был писать Александр Зацепин, также были запланированы 6—8 песен. Однако после записи песен между Зацепиным и Пугачёвой произошла «размолвка» из-за того, что она, не предупредив его заранее, без его ведома договорилась с режиссёром о включении в картину своих песен (под псевдонимом Борис Горбонос).

Алла Пугачёва в образе Бориса Горбоноса, её альтер эго

Во-первых, так не принято. Если ты композитор картины, то ты пишешь музыку и песни сам. Если приглашают ещё кого-то, то обязательно с твоего согласия.
— А. Зацепин, «Пришла и говорит» 2003
Не сразу, сгладить конфликт помогло участие директора студии Н. Т. Сизова — Зацепин отказался быть композитором фильма, однако согласился оставить в фильме свои песни.

Почему она не объяснила всё нормально?! Конечно, не хотелось бы вставлять в свой фильм четыре чужие песни, но можно же было по-человечески найти компромисс!
— А. Зацепин, «Пришла и говорит» 2003
В итоге, кроме песен Зацепина в фильме звучат и три песни Пугачёвой («Горбоноса»).
Фоновой музыкой в картине являются две композиции, впоследствии ставшие песнями в репертуаре Пугачёвой. Эпизод с ребёнком, а также объяснение с Андреем и репетицию перед конкурсом сопровождает мелодия, впоследствии ставшая песней «Я тебя никому не отдам» (музыка Аллы Пугачёвой, слова Ларисы Куликовой, появилась в репертуаре певицы в 1987 году). В сцене последнего разговора Стрельцовой с мужем за кадром звучит вокализ на эту мелодию.
На последних минутах фильма видеоряд прохода Стрельцовой по смотровой площадке на Ленинских горах в Москве, по Парку Победы и концерт во дворце спорта «Волгарь» в Тольятти сопровождает мелодия, которая впоследствии стала песней «Все силы даже прилагая» (музыка Аллы Пугачёвой, слова Евгения Евтушенко, появилась в репертуаре певицы в 1978 году).

#### Песни
| №   | Название                         | Текст песни                              | Музыка                      | Длительность |
| --- | -------------------------------- | ---------------------------------------- | --------------------------- | ------------ |
| 1.  | «Песенка про меня»               | Леонид Дербенёв                          | Александр Зацепин           |              |
| 2.  | «Если долго мучиться» (Фрагмент) | Леонид Дербенёв                          | Александр Зацепин           |              |
| 3.  | «Этот мир»                       | Леонид Дербенёв                          | Александр Зацепин           |              |
| 4.  | «О любви не говори»              | Наум Лабковский                          | Моисей Феркельман           |              |
| 5.  | «Приезжай»                       | Алла Пугачёва                            | Алла Пугачёва               |              |
| 6.  | «Про эстраду»                    | Леонид Дербенёв                          | Александр Зацепин           |              |
| 7.  | «Ты не стал судьбой»             | Леонид Дербенёв                          | Александр Зацепин           |              |
| 8.  | «Женщина, которая поёт»          | Кайсын Кулиев (перевод Наума Гребнева)   | Леонид Гарин, Алла Пугачёва |              |
| 9.  | «Сонет № 90»                     | Уильям Шекспир (перевод Самуила Маршака) | Алла Пугачёва               |              |
| 10. | «Да»                             | Леонид Дербенёв                          | Александр Зацепин           |              |

Текст песни «Женщина, которая поёт» изначально написан поэтом Кайсыном Кулиевым на балкарском языке, переведён на русский язык Наумом Гребневым и назывался «Женщине, которую люблю». Пугачёва сократила два куплета, изменила обращение с третьего на первое лицо и изменила последнюю строчку в куплетах.
В эпизоде концерта в Клубе железнодорожников перед песней «Приезжай» звучат вступление и несколько первых тактов песни «Что было однажды», которая записывалась А. Пугачёвой для кинофильма «31 июня», но так и не прозвучала в нём. Песня «Если долго мучиться» записывалась для кинофильма «Повар и певица» (1978) и прозвучала там полностью. Согласно изначальному замыслу, в «Женщине, которая поёт» этой песни не было.

## Комментарии
1. ↑  Четвёртой в фильме должна была прозвучать песня А. Пугачёвой на стихи Юнны Мориц «Ёжик резиновый». Пугачёва переделала стихи (по словам А. Зацепина, «исказила»), и поэтесса запретила ей выпускать их в таком виде, и песню вырезали[7][9]. 
Юнна Мориц, к примеру, запретила исполнять Пугачёвой свою песню про «дырочку в правом боку», мотивируя тем, что талантливо её может спеть только дуэт Сергея и Татьяны Никитиных, а не какая-то «развязная» девица.Александр Орлов, «Экспресс-газета» 21 марта 2008[1]
Впоследствии на эту музыку был положен другой текст — стихотворение Олега Милявского, и в репертуаре Пугачёвой появилась песня «Папа купил автомобиль».